# نغمه ثمینی
نغمه ثمینی (زادهٔ ۱۵ خرداد ۱۳۵۲) فیلم‌نامه‌نویس، نمایشنامه‌نویس، نویسنده، منتقد سینمایی، روزنامه‌نگار و عضو هیئت علمی پردیس هنرهای زیبای دانشگاه تهران اهل ایران است. ثمینی دانش‌آموختهٔ کارشناسی ادبیات نمایشی و کارشناسی ارشد سینما از دانشگاه تهران و دکترای پژوهش هنر از دانشگاه تربیت مدرس است. او به عنوان نویسنده با نشریاتی نظیر ماهنامه سینمایی فیلم و زنان همکاری داشته‌است. او سال‌ها در دانشکده هنرهای زیبای تهران به تدریس پرداخته و شاگردان بسیاری را تربیت کرده است.
ثمینی در سال ۲۰۱۹، کمپانی تئاتر «صدا» را همراه با پارمیدا ضیایی، طراح صحنه و رقص و رقصنده ایرانی در سیاتل آمریکا بنیاد نهاد. این گروه با هدف شناساندن تئاتر ایران به مخاطبان آمریکایی، رساندن صدای مهاجران دور از وطن و کسب تجربه مشترک با مخاطبان غیرفارسی‌زبان راه‌اندازی شده است. این کمپانی کار خود را با فراخوان یک کارگاه هنری شروع کرد و پس از اجرای چند نمایش و برگزاری کارگاه‌ها به صورت آنلاین (به دلیل همه‌گیری کرونا)، اولین اجرای زنده خود را با نام «مستانه: تاریخ فراموشان» به روی صحنه برد.

## فیلم‌شناسی
|           | عنوان            | توضیحات            |
| --------- | ---------------- | ------------------ |
| ۱۳۸۰      | لحظه قاصدک       | سریال تلویزیونی    |
| ۱۳۸۴      | چوپان دروغگو     | فیلم بلند          |
| ۱۳۸۵      | سه زن            | فیلم بلند          |
| ۱۳۸۵      | خون‌بازی          | فیلم بلند          |
| ۱۳۸۷      | حیران            | فیلم بلند          |
| ۱۳۹۳      | طعم شیرین خیال   | فیلم بلند          |
| ۱۳۹۴      | پولاریس          | فیلم بلند          |
| ۱۳۹۶      | کنسرت نمایش سی   | کنسرت-نمایش        |
| ۱۳۹۴–۱۳۹۷ | شهرزاد           | مجموعه نمایش خانگی |
| ۱۳۹۷      | ستاره قطبی       | فیلم بلند          |
| ۱۳۹۷      | مهمانخانه ماه نو | فیلم بلند          |

## تئاتر
نغمه ثمینی از سال ۱۳۷۱، وارد عرصه نمایشنامه‌نویسی تئاتر ایران شد. نمایشنامه‌های موفق بسیاری از جمله نمایش‌های «شکلک»، «خواب در فنجان خالی»، «تلخ‌ بازی قمر در عقرب»، «متولد هزار و سیصد و شصت و یک» و«اسب‌های آسمان خاکستر می‌بارند» را نوشت که در ایران منتشر و به روی صحنه رفته‌اند. «افسون معبد سوخته»، «رازها و دروغ‌ها»، «خانه»، «رویای نیمه شب پاییز»، «اینجا کجاست؟»، «هیولاخوانی»، «سه جلسه تراپی و یک مهمانی»، «پالتوی پشمی قرمز»، «زبان تمشک‌های وحشی»، «چهار دقیقه و همان چهار دقیقه» بخشی از دیگر نمایشنامه‌های او به شمار ‌می‌روند. او نویسندگی بخش نمایشی کنسرت نمایش سی را نیز به عهده داشته است.
ثمینی در فوریه ۲۰۲۳، تئاتر «مستانه، تاریخ فراموشان» را در یکی از سالن‌های شهر سیاتل آمریکا به روی صحنه برد. این نمایش اولین اجرای زنده کمپانی تئاتر «صدا» به‌شمار می‌رود. این نمایش ۹۰ دقیقه‌ای روایتی است از دو دختر دبیرستانی در دهه ۶۰ خورشیدی. ثمینی نمایشنامه این اثر را با الهام از زندگی رومینا اشرفی نوشته است. ثمینی این اثر را با انتخاب «تئاتر فرم و ژست» و با استفاده از «قرارداد تئاتری» بین اجرا و مخاطبین، طراحی و کارگردانی کرده است.

### نوشته‌ها
مجموعهٔ سی نمایشنامه از ثمینی تا سالِ ۱۴۰۰ تحتِ عنوانِ مکاشفات جادو در سالِ ۱۴۰۳ منتشر شد.

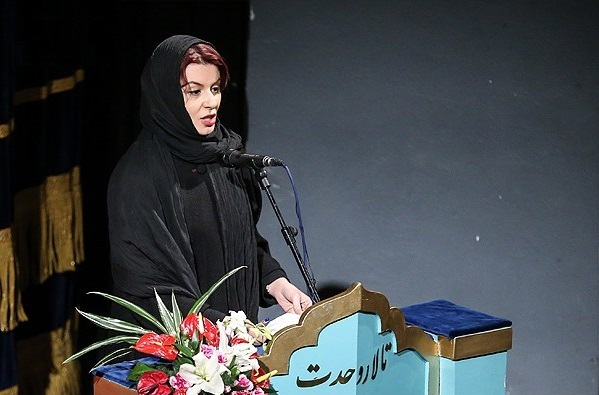
نغمه ثمینی در دیدار هنرمندان با رئیس‌جمهور وقت – حسن روحانی. ثمینی به عنوان نمایندهٔ اهالی تئاتر سخنرانی کرد و خواستار بازگشت «حذف‌شدگان» عرصه هنر شد.

- خ‍ال‍ه ادی‍س‍ه و ت‍ل‍خ‌ب‍ازی ق‍م‍ر در ع‍ق‍رب: دو ن‍م‍ای‍ش‍ن‍ام‍ه‌. ت‍ه‍ران: روش‍ن‍گ‍ران و م‍طال‍ع‍ات زن‍ان، ۱۳۷۷. شابک ‎۹۶۴-۵۵۹۶-۰۶-۸
- دام‍ن گ‍ل‍ی‌. با ت‍ص‍وی‍رگ‍ری پ‍ی‍ام ف‍روت‍ن. تهران: ف‍رگ‍ام‏‫، ۱۳۷۷. شابک ‎۹۶۴-۹۱۸۲۷-۲-۱‬‬
- رازه‍ا و دروغ‌ه‍ا. ت‍ه‍ران: آت‍ن‍ا، ۱۳۸۱. شابک ‎۶۴-۵۵۸۶-۴۸-۸‬۷
- کتاب عشق و شعبده: پژوهشی در هزار و یک شب. تهران: نشر مرکز‏‫، ۱۳۷۹.
- ث‍م‍ی‍ن‍ی، نغمه و حمیدرضا آذرنگ. ب‍رگ‍زیده آث‍ار ن‍وزده‍م‍ی‍ن ج‍ش‍ن‍واره ب‍ی‍ن‌ال‍م‍ل‍ل‍ی ت‍ئ‍ات‍ر ف‍ج‍ر. ت‍ه‍ران: ن‍م‍ای‍ش (ان‍ج‍م‍ن ن‍م‍ای‍ش)، ۱۳۸۰. شابک ‎۹۶۴-۵۵۹۶-۴۳-۲‬
- ش‍ک‍ل‍ک: نمایشنامه همراه دو نقد و دو مصاحبه. ت‍ه‍ران: ن‍ش‍ر ن‍ی‏‫، ۱۳۸۵. شابک ‎۹۶۴−۳۱۲−۸۳۰-X
- تماشاخانهٔ اساطیر: اسطوره و کهن‌نمونه در ادبیات نمایشی ایران. تهران: نشر نی. ۱۳۸۶. شابک ۹۶۴-۳۱۲-۹۶۹-۱.
- اسب‌های آسمان خاکستر می‌بارند. مترجم فرانسوی تینوش نظم‌جو. تهران: نشر نی‏‫، ۱۳۸۸. شابک ‎۹۷۸-۹۶۴-۱۸۵-۰۱۹-۹
- بدون خداحافظی. ‏‫‏تهران: حوا، ‏‫‏۱۳۸۸. شابک ‎‭۹۷۸-۶۰۰-۵۱۳۱-۲۵-۳
- بهزاد، مهدی و نغمه ثمینی. افسانهٔ پادشاه و ریاضیدان: بی‌نهایت معما. تهران: دیبایه‏‫، ۱۳۸۹. شابک ‎‭۹۷۸-۶۰۰-۵۶۱۳-۷۸-۰
- در حضور دیگران: مجموعه نقدها و مقالات دربارهٔ سینما، تئاتر، ادبیات. تهران: منظومه خرد‏‫، ۱۳۸۹. شابک ‎‭ ‏‫‬‭۹۷۸-۶۰۰-۹۱۰۰۵-۹-۰‬
- متولد هزار و سیصد و شصت و یک. تهران: افراز، ‏‫‬‏۱۳۸۹. شابک ‎‭۹۷۸-۹۶۴-۲۴۳-۴۸۹-۳‬
- خواب در فنجان خالی. تهران: نشر نی‏‫‬‏، ۱۳۹۰. شابک ‎‭۹۷۸-۹۶۴-۱۸۵-۱۹۳-۶
- خانه: نمایشنامه برای سه اتاق و یک پشت‌بام. تهران: نشر نی، ‏‫‏۱۳۹۳. شابک ‎‭۹۷۸-۹۶۴-۱۸۵-۲۳۰-۸‬
- ثمینی، نغمه و محمد رضایی‌راد. بر اساس دوشس ملفی. تهران: بیدگل‏‫، ۱۳۹۵. شابک ‎‭۹۷۸-۶۰۰-۷۸۰۶-۴۳-۲‬‬
- نگاه‌مان می‌کنند. تهران: افراز‏‫، ‏‫۱۳۹۵. شابک ‎‫‭۹۷۸-۶۰۰-۳۲۶-۰۱۴-۶‬‬‬
- هیولاخوانی. تهران: افراز، ۱۳۹۶. شابک ‎۹۷۸-۶۰۰-۳۲۶-۰۳۱-۳
- زبان تمشک‌های وحشی. تهران: نشر نی، ‏‫۱۳۹۷. شابک ‎‏‫‭۹۷۸-۹۶۴-۱۸۵-۶۰۲-۳
- جنگ‌ها و بدن‌ها: نشانه تن در فرهنگ و سینمای پساجنگ ژاپن ۱۹۴۵–۱۹۶۵. تهران: نشر نی‏‫، ۱۳۹۷. شابک ‎‭۹۷۸-۹۶۴-۱۸۵-۶۳۰-۶‬‬
- من سندبادم تو مسافر: ناسفرنامه‌ها. تهران: نشر فنجان، 1401. شابک 1-4-97992-622-978

### ترجمه‌ها
- پ‍ن‍ج ف‍ی‍ل‍م‍ن‍ام‍ه: ک‍ودک‍ی ای‍وان، س‍ولاری‍س، اس‍ت‍اک‍ر، ن‍وس‍ت‍ال‍گ‍ی‍ا، ای‍ث‍ار. ت‍رج‍م‍هٔ م‍ج‍ی‍د اس‍لام‍ی، نغمه ثمینی [و دی‍گ‍ران]. ت‍ه‍ران: ن‍ش‍ر ن‍ی‏‫‏، ۱۳۸۲. شابک ‎۹۶۴۳۱۲۶۲۹۳‬
- م‍ک ک‍ال‍و، ک‍ری‍س‍ت‍وف‍ر. ت‍ئ‍ات‍ر و اروپ‍ا. ت‍ه‍ران: ق‍طره، ۱۳۸۳.
- ه‍اوپ‍ت‍م‍ان، گ‍ره‍ارت. بافندگان. تهران: نشر قطره‏‫‬‏، ۱۳۹۰. شابک ‎‏‫‬‏‭۹۷۸-۶۰۰-۱۱۹-۳۱۹-۴

## جوایز و نامزدی‌ها

### سینما و تلویزیون
| جشنواره/جشن           | سال  | اثر نامزدشده     | دسته            | نتیجه    | منابع  |
| --------------------- | ---- | ---------------- | --------------- | -------- | ------ |
| جشنوارهٔ فیلم فجر      | ۱۳۸۵ | خون‌بازی          | بهترین فیلم‌نامه | برنده    | [ ۹ ]  |
| جشن بزرگ سینمای ایران | ۱۳۸۶ | خون‌بازی          | بهترین فیلم‌نامه | نامزدشده | [ ۱۰ ] |
| جشن دنیای تصویر       | ۱۳۹۵ | شهرزاد (فصل اول) | بهترین فیلمنامه | نامزدشده | [ ۱۱ ] |
| جشن دنیای تصویر       | ۱۳۹۷ | شهرزاد (فصل سوم) | بهترین فیلمنامه | نامزدشده | [ ۱۲ ] |

### کتاب
- برندهٔ بهترین کتاب بخش نقد ادبی دوره دوم جایزه ادبی جلال آل احمد برای کتاب تماشاخانه اساطیر[۱۳]
- برنده بیست و هفتمین دورهٔ جایزهٔ کتاب سال جمهوری اسلامی برای کتاب تماشاخانهٔ اساطیر[۱۴]

## فیلم زندگی
فیلم مستند جادونویس به کارگردانی آریان رضائی به زندگی تئاتری نغمه ثمینی می‌پردازد. این فیلم از آذر ماه ۱۴۰۰ از طریق سایت هاشور اکران آنلاین شده‌است.